# Albert Gnade
Albert Gnade (* 25. Januar 1886; † 4. Juli 1966) war ein deutscher Politiker (NSDAP), SS-Führer und Bürgermeister der Stadt Göttingen.

## Leben
Gnade war ursprünglich Offizier der Reichswehr, trat der NSDAP zuerst 1922 und ebenso der neu gegründeten Partei zum 9. März 1925 bei (Mitgliedsnummer 2.798). Im Jahr 1923 beteiligte er sich am Hitlerputsch in München. Als „Alter Kämpfer“ wurde er seither in der Partei besonders geschätzt. In den 1920er und frühen 1930er Jahren betrieb Gnade den „Kaiser-Wilhelm Park“ (KWP), einen außerhalb von Göttingen gelegenen Gasthof, in dem auch Adolf Hitler einige Male Quartier nahm. 1929 wurde er Mitglied des Bürgervorsteherkollegiums in Göttingen und verschaffte sich so schon vor der eigentlichen Gleichschaltung eingehende Kenntnisse der Abläufe und der Personen in der Göttinger Stadtverwaltung.
Gnade übernahm 1933 den Posten des Polizeisenators von Göttingen. In dieser Eigenschaft hatte er Anteil an der Auslösung und Niederschlagung der als Göttinger Krawalle bekannt gewordenen Unruhen. Von 1934 bis 1945 amtierte Gnade als Bürgermeister (ab 1938 Oberbürgermeister) der Stadt Göttingen. Er galt als umgänglicher Verwaltungsmann, was ihm insbesondere aus der Ortsleitung der NSDAP zum Vorwurf gemacht wurde. Außer der NSDAP gehörte Gnade bereits seit 1931 der SS an (SS-Nummer 13.983), in der er am 1. März 1934 den Rang eines Standartenführers erreichte und zeitweilig Kommandeur der SS-Standarte Harz war. Von Heinrich Himmler wurde er mit dem SS-Totenkopfring ausgezeichnet. Außerdem wurde ihm das Goldenes Parteiabzeichen, das Eisernes Kreuz II. Klasse, das Ehrenkreuz für Frontkämpfer, im Felde erworbene Landesorden und das Verwundetenabzeichen verliehen.
Im April 1945 übergab Gnade die Stadt Göttingen nach längerem Zögern, das weitere Zerstörungen zur Folge hatte, an die vorrückenden amerikanischen Truppen. Einige Jahre später versuchte Gnade mithilfe des „Bericht[s] über die Vorgänge bei der Übergabe der Stadt am 08.04.1945“, die kampflose Übergabe als sein Verdienst darzustellen. Quellen und Sekundärliteratur geben allerdings keinen Hinweis darauf, dass der Aufruf, die Stadt kampflos zu übergeben, die Bevölkerung jemals erreichte. Der Göttinger Lokaljournalist Matthias Heinzel arbeitete überdies in einem Zeitzeugenprojekt heraus, dass Gnades Handlungen als Oberbürgermeister ungeklärt und umstritten sind. Ferner kam der „Ausschuss zur Klärung der Vorgänge bei der Kapitulation Göttingens im April 1945“, der von 1955 bis 1957 die Ereignisse vom 8. April 1945 untersuchte, zu dem Schluss, dass keine Einzelperson benannt werden könne, die die friedliche Übergabe der Stadt sicherstellte.
In der Entnazifizierung gelang es Gnade zunächst, sich als minderbelasteter Mitläufer darzustellen. Erst im zweiten Anlauf wurde er als „Begünstigter“ eingestuft.
In der Bundesrepublik Deutschland war Gnade erneut in rechtsextremen Parteien aktiv. 1952 wurde er als Kandidat der Deutschen Reichspartei (DRP) in den Göttinger Stadtrat gewählt. Mehrfach kandidierte er auch – allerdings jedes Mal erfolglos – für den Bundestag: 1953 im Wahlkreis Göttingen-Münden für den Dachverband der Nationalen Sammlung (DNS) sowie 1957 und 1961 auf der niedersächsischen Landesliste der Deutschen Gemeinschaft.